# Teresa Brewer
Teresa Brewer (Toledo, Ohio; 7 de mayo de 1931-New Rochelle, Nueva York; 17 de octubre de 2007) fue una cantante pop estadounidense, cuyo estilo incorporaba elementos de country, jazz, rhythm and blues, y Novelty Songs. Fue una de las más prolíficas y populares cantantes de la década de 1950, grabando cerca de 600 canciones.

## Biografía
Su nombre de nacimiento era Theresa Breuer y nació en Toledo (Ohio), donde también se crio. Su padre era inspector de la Libbey Owens Company (actual Pilkington Glass), y su madre un ama de casa. Ya con dos años de edad, Brewer fue llevada por su madre para pasar una prueba en el programa radiofónico "Uncle August's Kiddie Show", de la emisora de Toledo WSPD.
Brewer actuaba a cambio de galletas y pasteles donados por el patrocinador. Aunque nunca tomó lecciones de canto, sí las tomó de claqué. Desde los cinco a los doce años de edad, cantó y bailó en la "Major Bowes Amateur Hour," entonces un popular show radiofónico itinerante. Su tía Mary viajó con ella hasta 1949, cuando Theresa se casó. La cantante tuvo un gran cariño a su tía, que vivió en la casa de Brewer hasta fallecer en 1993.
A los 12 años volvió a Toledo y dejó de viajar para poder llevar una vida escolar normal, aunque siguió actuando para la radio local. En enero de 1948, con 16 años de edad, Brewer ganó una competición local junto a otros tres concursantes, y pudo viajar a Nueva York para actuar en un programa de talentos, "Stairway to the Stars", en el que trabajaba Eddie Dowling. Fue en esa época cuando cambió la escritura de su nombre, que pasó de Theresa Breuer a Teresa Brewer. Ganó varios programas de talentos y actuó en night clubs de Nueva York, entre ellos el afamado Latin Quarter.
Un agente, Richie Lisella, la oyó cantar y se hizo cargo de ella, consiguiendo pronto que fuera contratada por London Records. En 1949 grabó "Copenhagen" con el grupo Dixieland All-Stars. La cara B era una canción titulada "Music! Music! Music!", de Stephen Weiss y Bernie Baum. Inesperadamente, fue la cara B la que obtuvo el éxito, vendiendo más de un millón de discos y pasando a ser la canción característica de Brewer.
Otra canción novelty, "Choo'n Gum," llegó al top 20 en 1950, siendo seguida por "Molasses, Molasses". Aunque prefería cantar baladas, la única que consiguió llevar a las listas fue "Longing for You" en 1951.
En 1951 cambió de sello, pasando a Coral Records. En esa época estaba casada y tenía una hija, Kathleen. Dado que nunca había aprendido a leer música, ella recibía demos para poder aprender las melodías de las canciones que debía grabar. A pesar de su falta de instrucción musical, consiguió varios éxitos para Coral. Uno de ellos, "Gonna Get Along Without You Now" (1952), fue más conocido por una versión de 1956 interpretada por Patience and Prudence, y fue también un éxito con Skeeter Davis y Tracey Dey. En 1952 también grabó "You'll Never Get Away" en dúo con Don Cornell, y en 1953 apareció su mayor éxito, "Till I Waltz Again with You".
Otras canciones de 1953 con buenos resultados fueron "Dancin' with Someone," "Into Each Life Some Rain Must Fall", y un disco de oro, "Ricochet". En años posteriores cantó "Baby, Baby, Baby," "Bell Bottom Blues," "Our Heartbreaking Waltz" (escrita por Sidney Prosen, autor de "Till I Waltz Again With You") y "Skinnie Minnie." En esos años siguió actuando en night clubs de Nueva York, Chicago, Las Vegas, y otras localidades.
Mediada la década de 1950 hizo versiones de canciones de estilo rhythm and blues, como "Pledging My Love," "Tweedle Dee" y "Rock Love." También versionó country, como fue el caso de "Jilted," "I Gotta Go Get My Baby" y "Let Me Go, Lover!."
En 1956 puso en las listas las dos caras de un disco, "A Tear Fell" y "Bo Weevil," ambas versiones de canciones de R&B. Tras ello lanzó "Sweet Old-Fashioned Girl." Ese año coescribió "I Love Mickey", acerca del jugador de los New York Yankees Mickey Mantle, que aparecía en el disco con Brewer. Otro gran éxito llegó en 1956 con la sincopada versión de Brewer de "Mutual Admiration Society". 
En 1957 lanzó más versiones: de la canción country "Teardrops in My Heart" y de las de R&B "You Send Me" y "Empty Arms." Su último éxito en listas fue "Milord" en 1961, una versión en inglés de la canción de Édith Piaf.
En 1962 cambió de nuevo de discográfica, pasando a Philips Records, compañía con la cual grabó numerosos singles y álbumes en un período de cinco años, entre ellos Gold Country en 1966. Además de lanzar material nuevo, Philips hizo que Brewer volviera a grabar antiguos temas con nuevos arreglos, instrumentación y equipo de grabación más moderno. El resultado fue un disco de Grandes Éxitos de Teresa Brewer. 
Tras dejar Philips, hizo algunas grabaciones para otras compañías, aunque sus temas no llegaron a entrar en las listas de los más vendidos. En la década de 1970 editó unos álbumes con el sello Flying Dutchman Records, propiedad de su segundo marido, el productor de jazz Bob Thiele. En 1975 lanzó el álbum "Unliberated Woman", producido por Felton Jarvis, productor de Elvis Presley. Una de sus canciones era "For the Heart", escrita por by Dennis Linde. 
Actuó en 1953 en el film musical Those Redheads from Seattle, "robando la película" a la fuerte competencia formada por el resto del elenco, Rhonda Fleming, Agnes Moorhead y Guy Mitchell.
En televisión intervino como artista invitada, entre otros programas, en El Show de los Muppets y Sha Na Na.
Resurgió como vocalista de jazz con la compañía de Thiele en los años ochenta y noventa, grabando diversos discos, entre ellos homenajes a Bessie Smith, Louis Armstrong, Fats Waller y Irving Berlin. También grabó con grandes del jazz como Count Basie, Duke Ellington, Dizzy Gillespie, Earl Hines y Bobby Hackett.
Falleció en 2007 en su domicilio en New Rochelle, Nueva York, a causa de una parálisis supranuclear progresiva, una rara enfermedad cerebral degenerativa. Tenía 76 años de edad.
Por su trabajo discográfico, se le concedió una estrella en el Paseo de la Fama de Hollywood, en el 1708 de Vine Street. Además, en 2007 fue entró a formar parte del Salón de la Fama del Hit Parade.

## Singles de éxito
| Año  | Sencillo                                              | Posición en listas | Posición en listas |
| Año  | Sencillo                                              | Billboard Hot 100  | UK Singles Chart   |
| ---- | ----------------------------------------------------- | ------------------ | ------------------ |
| 1950 | "Music! Music! Music!"                                | 1                  |                    |
| 1950 | "Choo'n Gum"                                          | 17                 |                    |
| 1951 | "Longing For You"                                     | 23                 |                    |
| 1952 | "Gonna Get Along Without Ya Now"                      | 25                 |                    |
| 1952 | "You'll Never Get Away"(con Don Cornell)              | 17                 |                    |
| 1952 | "Till I Waltz Again With You"                         | 1                  |                    |
| 1953 | "Dancin' With Someone (Longin' For You)"              | 17                 |                    |
| 1953 | "Into Each Life Some Rain Must Fall"                  | 23                 |                    |
| 1953 | "Ricochet (Rick-O-Shay)"                              | 2                  |                    |
| 1953 | "Baby, Baby, Baby"                                    | 12                 |                    |
| 1954 | "Bell Bottom Blues"                                   | 17                 |                    |
| 1954 | "Our Heartbreaking Waltz"                             | 23                 |                    |
| 1954 | "Jilted"                                              | 6                  |                    |
| 1954 | "Skinnie Minnie (Fish Tail)"                          | 22                 |                    |
| 1954 | "Let Me Go, Lover"                                    | 6                  | 9                  |
| 1955 | "Pledging My Love"                                    | 17                 |                    |
| 1955 | "How Important Can It Be?"                            | Flip               |                    |
| 1955 | "Silver Dollar"                                       | 20                 |                    |
| 1955 | "The Banjo's Back In Town"                            | 15                 |                    |
| 1955 | "Shoot It Again"                                      | 66                 |                    |
| 1956 | "A Tear Fell"                                         | 5                  | 2                  |
| 1956 | "Bo Weevil"                                           | 17                 |                    |
| 1956 | "A Sweet Old Fashioned Girl"                          | 7                  | 3                  |
| 1956 | "I Love Mickey"(with Mickey Mantle)                   | 87                 |                    |
| 1956 | "Mutual Admiration Society"                           | 21                 |                    |
| 1956 | "Crazy With Love"                                     | 73                 |                    |
| 1957 | "Empty Arms"                                          | 13                 |                    |
| 1957 | "Teardrops In My Heart"                               | 64                 |                    |
| 1957 | "You Send Me"                                         | 8                  |                    |
| 1957 | "Nora Malone"                                         |                    | 26                 |
| 1958 | "Pickle Up a Doodle"                                  | 99                 |                    |
| 1958 | "The Hula Hoop Song"                                  | 38                 |                    |
| 1959 | "The One Rose (That's Left In My Heart)"              | 75                 |                    |
| 1959 | "Heavenly Lover"                                      | 40                 |                    |
| 1959 | "Bye Bye Bye Baby Goodbye"                            | 115                |                    |
| 1960 | "Peace of Mind"                                       | 66                 |                    |
| 1960 | "Anymore"                                             | 31                 |                    |
| 1960 | "Have You Ever Been Lonely (Have You Ever Been Blue)" | 84                 |                    |
| 1960 | "How Do You Know It's Love"                           |                    | 21                 |
| 1961 | "Milord"                                              | 74                 |                    |
| 1963 | "She'll Never Love You (Like I Do)"                   | 122                |                    |
| 1963 | "He Understands Me"                                   | 130                |                    |
| 1973 | "Music! Music! Music!"(nueva versión)                 | 109                |                    |